# Jean-Christophe Urbain
Jean-Christophe Urbain est un chanteur et musicien français né le 4 août 1962 à Paris.

## Biographie
Originaire de l'Oise, Jean-Christophe Urbain est membre du groupe de pop français Les Innocents, dont il compose la plupart des musiques et interprète certaines chansons, la plus célèbre étant sans doute Colore, avec son comparse J. P. Nataf. En 2013, il annonce une reformation des Innocents avec J. P. Nataf, avec lequel il participe par ailleurs au film Pop Redemption.
Il a composé et réalisé un album avec Jil Caplan, Comme elle vient (Warner, 2004).
Il est aussi réalisateur pour le chanteur Patxi Garat et le groupe Cats on Trees.
Jean-Christophe Urbain a également composé la chanson D'émeraude pour Nolwenn Leroy.
Le cinquième album des Innocents reformés, Mandarine (2015), reçoit une Victoire de la musique dans la catégorie « meilleur album rock ».